# Alfonso López Trujillo
Pour les articles homonymes, voir Trujillo.
Alfonso López Trujillo, né le 8 novembre 1935 à Villahermosa en Colombie et mort le 19 avril 2008 à Rome, est un  cardinal colombien de la Curie romaine, archevêque émérite de Medellín et président du Conseil pontifical pour la famille.

## Biographie

### Prêtre
Alfonso López Trujillo a commencé sa formation au séminaire de son diocèse avant de rejoindre Rome où il a obtenu un doctorat en philosophie à l'Université pontificale Saint-Thomas-d'Aquin (Angelicum). Après avoir été ordonné prêtre le 13 novembre 1960 pour le diocèse de Bogota, il poursuit ses études pendant deux ans avant de retourner en Colombie où il enseigne la philosophie aux futurs prêtres.
En 1970, il devient vicaire général.

### Évêque
Dès l'âge de 35 ans, il est nommé évêque auxiliaire de Bogota le 25 février 1971, et consacré le 25 mars suivant par le cardinal Aníbal Muñoz Duque.
Le 22 mai 1978, le pape Paul VI a nommé López Trujillo archevêque coadjuteur de Medellín, avec droit de succession. Lorsque le 2 juin 1979, l'archevêque Tulio Botero Salazar a démissionné du gouvernement pastoral en raison de son âge avancé, le pape Jean-Paul II a accepté la démission de Botero et López a commencé son travail en tant qu'archevêque titulaire de l'archidiocèse de Medellín.
De 1979 à 1983, il préside la Conférence épiscopale latino-américaine et de 1987 à 1990, il préside la Conférence épiscopale de Colombie.
Il est ensuite appelé à la Curie romaine le 8 novembre 1990, comme président du Conseil pontifical pour la famille. À ce poste, il apparaît comme un militant pro-vie, s'opposant fermement à l'avortement et à la contraception.

### Cardinal
Il est créé cardinal par le pape Jean-Paul II lors du consistoire du 2 février 1983 avec le titre de cardinal-prêtre de S. Prisca.
Au sein de la Curie romaine, il est aussi membre de la Congrégation pour la doctrine de la foi, de la Congrégation pour les causes des saints, de la Congrégation pour les évêques, de la Congrégation pour l'évangélisation des peuples et de la Commission pontificale pour l'Amérique latine.
Le 17 novembre 2001, il est élevé au rang de cardinal-évêque de Frascati.
Il décède à 72 ans le 19 avril 2008 à la suite d'une infection pulmonaire.
Dans le télégramme de condoléances envoyé à son frère, le pape Benoît XVI dit de lui : « De son profond amour de l'Église témoigne sa consécration à la noble cause du mariage et de la famille chrétienne ».

## La croisades contre le gays
Sous ce titre, dans son livre Sodoma, publié en 2019, Frédéric Martel consacre 26 pages (pp. 321 à 347) à Alfonso López Trujillo, à la fois sur ses activités ecclésiastiques et non ecclésiastiques et sa perversité : c'est, écrit l'auteur, « l'un des chapitres les plus sombres de l'histoire récente du Vatican ».

## Armoiries
Taillé d'or et de sinople : l'or chargé d'une étoile à huit rays d'azur, le sinople à une fleur de lys du premier.[réf. nécessaire]

## Succession apostolique
Alfonso López Trujillo a ordonné les évêque suivants :
- Évêque Rodrigo Arango Velásquez (es), P.S.S. (1981)
- Évêque José Roberto López Londoño (es) (1982)
- Archevêque Fabio Betancur Tirado (es) (1982)
- Évêque Abraham Escudero Montoya (es) (1986)
- Évêque Carlos Prada Sanmiguel (1988)
- Archevêque Francisco Gil Hellín (es) (1996)